# Tryggve Gustafsson
Ulf Tryggve Gustafsson, född den 11 juli 1918 i Ljusterö, Stockholms län, död den 23 september 1989 i Bromma, var en svensk zoolog. Han var son till direktör Edvard Gustafsson och Theresia Gustafsson. Gift 1953 med filosofie magister Ingrid Jonsson. 
Gustafsson blev filosofie doktor i Stockholm 1952, docent i experimentell zoologi vid Stockholms högskola samma år, biträdande lärare vid zoologiska institutionen där 1953, professor i zoofysiologi vid Stockholms universitet 1956-1983 och därefter professor emeritus. Han var ledamot av Vetenskapsakademien, av Fysiografiska sällskapet i Lund, ledamot av Vetenskapsakademien i Sovjet, av Finska vetenskapsakademien samt ledamot av styrelsen för Kristinebergs marinbiologiska station.